# Friedrich Bohl

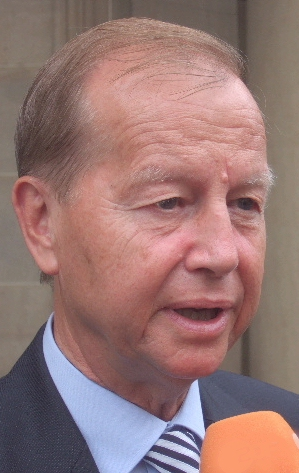
Friedrich Bohl (2008)

Friedrich Bohl (* 5. März 1945 in Rosdorf, Landkreis Göttingen) ist ein ehemaliger deutscher Politiker (CDU). Als Bundesminister für besondere Aufgaben war er von 1991 bis 1998 Chef des Bundeskanzleramts.

## Ausbildung und Beruf
Nach dem Abitur 1964 absolvierte Bohl ein Studium der Rechtswissenschaft in Marburg, das er 1969 mit dem ersten und 1972 mit dem zweiten juristischen Staatsexamen beendete. Seit 1972 ist er als Rechtsanwalt und seit 1976 auch als Notar zugelassen.
Von 1998 bis zum 31. März 2009 war Bohl als Vorstand bei der Deutschen Vermögensberatung (DVAG) für die Bereiche Konzernsekretariat, Öffentlichkeitsarbeit, Verbände und Recht zuständig. Vom 31. März 2009 bis zum 31. März 2020 war Friedrich Bohl Vorsitzender des Aufsichtsrates der Deutschen Vermögensberatung (DVAG). Am 1. Dezember 2011 löste er den bisherigen Präsidenten der Von-Behring-Röntgen-Stiftung zur Förderung der hochschulmedizinischen Forschung und Lehre an den Universitäten Gießen und Marburg, Joachim-Felix Leonhard, ab.
Friedrich Bohl ist verheiratet und hat vier Kinder.

### Politik
Seit 1963 ist er Mitglied der CDU. Hier engagierte er sich zunächst in der Jungen Union, deren Bezirksvorsitzender er von 1969 bis 1973 in Mittelhessen war. Von 1978 bis 2002 war er Vorsitzender des CDU-Kreisverbandes Marburg-Biedenkopf. Bohl war Mitglied im Kreistag des Landkreises Marburg-Biedenkopf, wo er von 1974 bis 1990 als Vorsitzender der CDU-Fraktion amtierte. Von 1970 bis 1980 war er Mitglied des Hessischen Landtages; hier war er von 1978 bis 1980 stellvertretender Vorsitzender der CDU-Fraktion. Von 1980 bis 2002 war er Mitglied des Deutschen Bundestages und von 1984 bis 1989 Parlamentarischer Geschäftsführer der CDU/CSU-Bundestagsfraktion, von 1989 bis 1991 Erster Parlamentarischer Geschäftsführer. Friedrich Bohl war zuletzt über die hessische Landesliste in den Deutschen Bundestag eingezogen.

### Öffentliche Ämter
Am 26. November 1991 wurde Bohl als Bundesminister für besondere Aufgaben und als Chef des Bundeskanzleramtes in die von Bundeskanzler Helmut Kohl geführte Bundesregierung berufen. Am 25. Mai 1998 übernahm er für kurze Zeit zusätzlich die Leitung des Presse- und Informationsamtes der Bundesregierung. Nach der Bundestagswahl 1998 schied er am 26. Oktober 1998 aus der Bundesregierung aus.
Im Juni 2018 übernahm Bohl im Streit um die Kosten für die UKW-Verbreitung auf Bitten der Bundesnetzagentur und des Bundeswirtschaftsministeriums die Rolle des Schlichters und legte in mehreren Verhandlungsrunden die Auseinandersetzung zwischen Radioveranstaltern und Sendernetzbetreibern auf der einen Seite und auf der anderen Seite fünf Finanzinvestoren sowie Verkäufer Media Broadcast GmbH, die höhere Nutzungspreise durchsetzen wollten, bei.

## Auszeichnungen
- 1988: Verdienstkreuz 1. Klasse der Bundesrepublik Deutschland
- 1990: Großes Goldenes Ehrenzeichen am Bande für Verdienste um die Republik Österreich[7]
- 1997: Großes Verdienstkreuz der Bundesrepublik Deutschland
- 1998: Großkreuz des portugiesischen Verdienstordens
- 2014: Alfred-Dregger-Medaille in Gold[8]